# Serguei Rousinov
Sergei Valentinovich Rusinov (en russe : Сергей Валентинович Русинов), né le 14 janvier 1971 à Novossibirsk, est un biathlète russe. 

## Biographie
Il fait ses débuts internationaux dans la Coupe du monde en 1997.
Après avoir obtenu le meilleur résultat individuel de sa carrière en se classant quatrième de la mass start d'Oberhof, il obtient son premier podium en Coupe du monde au relais disputé à Ruhpolding en janvier 2002. Juste après, il se rend à Salt Lake City pour disputer les Jeux olympiques, pour sa seule sélection en grand championnat. Il y est 33e du sprint et 31e de la poursuite.
En 2003, c'est encore à Ruhpolding qu'il connaît les joies du podiums, pour cette fois une victoire sur le relais mixte avec Anna Bogali-Titovets, Olga Zaïtseva et Sergey Bashkirov.

## Palmarès

### Jeux olympiques
| Épreuve / Édition      | individuel | Sprint | Poursuite | Relais |
| JO 2002 Salt Lake City | -          | 33e    | 31e       | -      |

### Coupe du monde
- Meilleur classement général : 31e en 2002.
- Meilleur résultat individuel : 4e.
- 1 podiums en relais : 1 troisième place.
- 1 victoire en relais mixte.

#### Classements annuels
| Année | Classement général final |
| 1997  | 84e                      |
| 2002  | 31e                      |
| 2003  | 65e                      |

### Championnats du monde de biathlon d'été (cross)
- Médaille d'argent du relais en 1997.